# Walsenburg
Walsenburg és una població dels Estats Units, seu del comtat de Huerfano, a l'estat de Colorado. Segons el cens del 2000 tenia 4.182 habitants.

## Demografia
Segons el cens del 2000, Walsenburg tenia 4.182 habitants, 1.497 habitatges, i 881 famílies. La densitat de població era de 693 habitants per km².
Dels 1.497 habitatges en un 25,9% hi vivien nens de menys de 18 anys, en un 41,1% hi vivien parelles casades, en un 13,8% dones solteres, i en un 41,1% no eren unitats familiars. En el 37,3% dels habitatges hi vivien persones soles el 19,4% de les quals corresponia a persones de 65 anys o més que vivien soles. El nombre mitjà de persones vivint en cada habitatge era de 2,25 i el nombre mitjà de persones que vivien en cada família era de 2,95.
Per edats la població es repartia de la següent manera: un 20,9% tenia menys de 18 anys, un 9,3% entre 18 i 24, un 31,1% entre 25 i 44, un 21,2% de 45 a 60 i un 17,5% 65 anys o més.
L'edat mediana era de 38 anys. Per cada 100 dones de 18 o més anys hi havia 141,1 homes.
La renda mediana per habitatge era de 22.005 $ i la renda mediana per família de 26.218 $. Els homes tenien una renda mediana de 20.347 $ mentre que les dones 19.020 $. La renda per capita de la població era d'11.562 $. Entorn del 17,8% de les famílies i el 20,6% de la població estaven per davall del llindar de pobresa.

## Poblacions més properes
El següent diagrama mostra les poblacions més properes.